# والتر سكوت (لاعب كريكت)
والتر سكوت (بالإنجليزية: Walter Aubrey Scott)‏ (19 فبراير 1907 في أستراليا - 23 أكتوبر 1989 في أستراليا) هو لاعب كريكت أسترالي. لعب مع فريق فكتوريا للكريكت.

## وصلات خارجية
- والتر سكوت على موقع إي آس بي آن كريك إنفو (الإنجليزية)